# Xylopriona nilgiriensis
Xylopriona nilgiriensis är en tvåvingeart som beskrevs av Sharma 1993. Xylopriona nilgiriensis ingår i släktet Xylopriona och familjen gallmyggor. Inga underarter finns listade i Catalogue of Life.